# سوسيولوجيا المقاولات
سوسيولوجيا المقاولات (بالفرنسية Sociologie des entreprises) من المفاهيم الأكثر تداولا في الحقل الاقتصادي وبشكل مميز، إلا أن علم الاجتماع حاول تقديم مقاربة لهذا المفهوم تتجاوز ذلك البعد الاقتصادي التقني انطلاقا من سوسيولوجيا التنظيمات وصولا إلى سوسيولوجيا المقاولات

## التنظيم السوسيولوجي للمقاولة
إن سوسيولوجيا التنظيمات حاولت فهم وتحليل علاقة السلطة والتبعية واستراتيجية الفاعلين التي تشكلت على خلفية هذه العلاقات وعلى أساس مناطق الظل Zones-d’incertitude التي لم يتمكن النسق التنظيمي أن يشملها، هذا التصور تم تعميقه لاحقا من قبل سوسيولوجيا المقاولات Sociologie des entreprises، التي اعتبرت المقاولة على أنها كيان اجتماعي قبل أن يكون اقتصادي منتج لكيانات اجتماعية تتحكم فيه روابط اجتماعية ويوجد فيها فاعلون بمثابة أعضاء يتماهون في هذه المقاولة الاجتماعية التي تشكل مجموعة انتماء بالنسبة إليهم، كما أن هذا الكيان الذي يكونها، منتج للثقافة التي تعبر عن قدرته على الفعل والعمل الجماعي والذي يهدف إلى تحقيق الهدف المشترك والتغلب على الإشكالات التي تواجهه، ومن تم إيجاد الحلول المناسبة. ويقول Bernoux بصدد ذلك: المقاولة هي مكان مستقل(نسبيا عن المحيط والمجتمع) منتج للضوابط التي تحكم العلاقات الاجتماعية، هذه الضوابط هي التي تشكل نقطة ارتكاز في التحليل الاستراتيجي للفعل الجماعي عند M.Crozier، لكن المقاولة أصبحت الآن مكانا تنشأ وتتشكل فيه الهوية والثقافة والاتفاقات الاجتماعية التي لا يمكن أن تكون لو لم يكن هناك حد أدنى من الثقة المبنية على التصور الجماعي والخيال المشترك.

## نجاعة المقاولة
إن سوسيولوجيا المقاولات تجاوزت ذلك الطرح الذي يعتبر أن المقاولة وحدة اقتصادية تتوقف نجاعتها على مدى قدرتها على تقسيم العمل وتوزيع المهام الجزئية على الفاعلين كما ترى التايلورية، ولا على قدرة أعضاءها على خلق قواعد تضبط استراتيجياتهم وتوجهها حسب Crozier بل على مدى قدرتها أن تكون Institution sociale مؤسسة اجتماعية ناتجة للهوية الاجتماعية ومنتجة لثقافة تجعل من أعضاءها يشعرون بالانتماء إليها وليست مجرد إطار إداري يتم الانتساب إليه. إذ أن نجاعة المقاولة أصبح يحكمها مستوى التشكل الاجتماعي وليس القدرة على تجزئته كما هو الحال في التنظيم العلمي للعمل O.S.T 1.

## المقاولة عند علماء الاجتماع
إن المقاولة بالنسبة لعلماء الاجتماع حسب R.Sainsaulieu كما جاء في كتابه: "L’Entreprise c’est une affaire de société" ليست مجرد نصوص وقواعد قانونية، وليست كذلك نماذج وهياكل رسمية، بل إنها تتشكل من روابط اجتماعية معقدة وأصلية، فالمقاولة تمتلك تاريخها الخاص الذي يكونه الفاعلون الاجتماعيون كرد فعل على الإشكالات الداخلية والخارجية المطروحة عليها.
إن المقاولة ليست مرآة عاكسة لمحيطها لدرجة أنها تصبح مجرد إطار لثقافة هذا المحيط، بل إن للمقاولة كيانها الخاص بما يحكم الممارسات الفردية والجماعية ويتفاعل معها ويؤثر فيه. ولذا عندما نتكلم عن ثقافة المقاولة فإننا لا نتكلم على ثقافة المجتمع في المؤسسات بل نتكلم على ثقافة المقاولة كنتاج للكيان الاجتماعي المتفاعل داخلها وبصفتها منظمة تتميز بالاستقلالية النسبية عن المحيط المتواجدة فيه.
غير أن ما يمكن ملاحظته بخصوص الأدبيات المنشورة حول المقاولة منذ بداية الثمانينيات من القرن الماضي، هو أن السبب الرئيسي الذي جعل هذه الأدبيات تهتم بالعامل الثقافي لم يكن هو المنظور السوسيولوجي للتحديث كتغيير شامل في بنية المجتمع وفي مؤسساته وثقافته وسلوكات أفراده.